# Gesine Lötzsch
Gesine Lötzsch, née le 7 août 1961 dans le quartier de Lichtenberg, à Berlin-Est, est une femme politique allemande, membre du parti Die Linke, qu'elle a coprésidé aux côtés de Klaus Ernst en 2010 et 2011. Auparavant, elle a fait partie du Parti socialiste unifié d'Allemagne (SED), puis du Parti du socialisme démocratique (PDS). 
De 2002 à 2025, elle est députée fédérale de Berlin-Lichtenberg.

## Éléments personnels

### Études et profession
Après avoir obtenu son Abitur en 1980, elle étudie pendant cinq à l'université Humboldt de Berlin. Elle obtient ensuite son diplôme de professeur d'anglais et d'allemand. Elle poursuit cependant son cursus et décroche un doctorat de lettres en 1988. Elle travaille ensuite comme assistante de recherche jusqu'en janvier 1991.

### Vie privée
Mère de deux enfants, elle est mariée au linguiste Ronald Lötzsch.

## Carrière politique

### Les débuts
Elle adhère au Parti socialiste unifié d'Allemagne (SED, parti unique d'Allemagne de l'Est) en 1984, et est élue à l'assemblée de Lichtenberg cinq ans plus tard. En 1990, elle démissionne de son mandat, devient membre du Parti du socialisme démocratique (PDS), successeur du SED, et est élue à l'assemblée municipale de Berlin-Est lors des premières élections libres.

### Députée régionale de Berlin
Après la réunification allemande, elle quitte l'assemblée municipale le 2 décembre 1990, jour de la tenue du premier scrutin dans Berlin réunifiée, au cours duquel elle est élue députée à la Chambre des députés. Elle y occupe, jusqu'en 1993, la présidence du groupe parlementaire PDS, puis se voit désignée trois ans plus tard présidente de la commission des Affaires européennes, fédérales, et des médias.
Après avoir siégé au comité directeur berlinois du PDS de 1991 à 1993, elle préside, depuis 1994, la section du parti dans le quartier de Lichtenberg.

### Carrière fédérale
Candidate aux élections fédérales allemandes de 2002, elle est élue députée fédérale au Bundestag dans la circonscription de Berlin-Lichtenberg avec 39,6 % des suffrages exprimés. Elle est réélue en 2005, étant alors choisie comme vice-présidente du groupe parlementaire du Parti de gauche. Deux ans plus tard, le PDS se dissout dans Die Linke, dont elle devient aussitôt adhérente.
Aux élections fédérales de 2009, elle est réélue pour un troisième mandat en obtenant 47,5 % des voix. Le 15 mai 2010, Gesine Lötzsch est désignée coprésidente du parti Die Linke, aux côtés de Klaus Ernst, en recueillant 92,8 % des voix au congrès de Rostock. Elle démissionne le 10 avril 2012, à cause de la maladie de son mari. Ernst assure donc désormais seul la présidence du parti.